# Tour de China I 2019
La 16.ª edición del Tour de China I fue una carrera de ciclismo en ruta por etapas que se celebró entre el 7 y el 14 de septiembre de 2019 con inicio en la ciudad de Guiyang con un circuito por Yodaokou Culture Square y final en Jiuyi Mountains en la República Popular China. El recorrido constó de un total de 6 etapas sobre una distancia total de 645,9 km.
La carrera hizo parte del circuito UCI Asia Tour 2019 dentro de la categoría 2.1. El vencedor final fue el neerlandés Jeroen Meijers del Taiyuan Miogee seguido del también neerlandés Roy Eefting del Memil y el bielorruso Yauhen Sobal del Minsk CC.

## Equipos participantes
Tomaron la partida un total de 22 equipos, de los cuales 4 son de categoría Profesional Continental, 17 Continental y 1 selección nacional quienes conformaron un pelotón de 130 ciclistas, de los cuales terminaron 104. Los equipos participantes fueron:
| Equipos continentales profesionales (4)- Androni Giocattoli-Sidermec - Bardiani CSF - Burgos-BH - Team Novo Nordisk Equipos continentales (17)- Brunei Continental - Minsk Cycling Club - Tianyoude Hotel - Memil - Ferei - Team BridgeLane - Terengganu Inc-TSG Cycling Team - Sapura - Vino-Astana Motors - KSPO-Bianchi Asia - ProTouch - Ningxia Sports Lottery Livall Gusto - Shenzhen Xidesheng - Hengxiang - Taiyuan Miogee - Mitchelton-BikeExchange - Kunbao Sport Equipo nacional- Hong Kong |
| |

## Etapas
| Etapa     | Fecha     | Recorrido                  | type                    | Distancia (km) | Ganador            | Líder          |
| --------- | --------- | -------------------------- | ----------------------- | -------------- | ------------------ | -------------- |
| 1.ª etapa | 7 de sep  | Guiyang – Guiyang          | etapa escarpada         | 96             | Marco Benfatto     | Marco Benfatto |
| 2.ª etapa | 8 de sep  | Chengde – Chengde          | contrarreloj individual | 7,8            | Mirco Maestri      | Mirco Maestri  |
|           | 9 de sep  | Día de descanso            | Día de descanso         |                |                    |                |
| 3.ª etapa | 10 de sep | Huangshi – Huangshi        | etapa llana             | 138,6          | Kyoung Ho Park     | Mirco Maestri  |
| 4.ª etapa | 11 de sep | Zhijiang – Zhijiang        | etapa llana             | 156,5          | Jeroen Meijers     | Jeroen Meijers |
| 5.ª etapa | 12 de sep | Nanxiang – Nanxiang        | etapa llana             | 116            | Marco Benfatto     | Jeroen Meijers |
|           | 13 de sep | Día de descanso            | Día de descanso         |                |                    |                |
| 6.ª etapa | 14 de sep | Ningyuan – Jiuyi Mountains | etapa escarpada         | 131,8          | Mykhailo Kononenko | Jeroen Meijers |

## Clasificaciones finales
Las clasificaciones finalizaron de la siguiente forma:

### Clasificación general
| \| Clasificación general \| Clasificación general \| Clasificación general \| Clasificación general \| Clasificación general \| \| Ciclista \| Ciclista \| Equipo \| Tiempo \| \| \| --------------------- \| --------------------- \| ------------------------------- \| --------------------- \| --------------------- \| \| 1.º \| Jeroen Meijers \| Taiyuan Miogee Cycling Team \| 14 h 19 min 58 s \| \| \| 2.º \| Roy Eefting \| Memil Pro Cycling \| + 15 s \| \| \| 3.º \| Yauhen Sobal \| Minsk Cycling Club \| + 16 s \| \| \| 4.º \| Hayden McCormick \| Team BridgeLane \| + 20 s \| \| \| 5.º \| Mirco Maestri \| Bardiani CSF \| + 21 s \| \| \| 6.º \| Matthew Gibson \| Burgos-BH \| + 26 s \| \| \| 7.º \| Artiom Ovechkin \| Terengganu Inc-TSG Cycling Team \| + 30 s \| \| \| 8.º \| Branislau Samoilau \| Minsk Cycling Club \| + 32 s \| \| \| 9.º \| Rohan du Plooy \| ProTouch \| + 33 s \| \| \| 10.º \| Mykhailo Kononenko \| Shenzhen Xidesheng \| + 33 s \| \| |                    |                                 |                  |
| |                    |                                 |                  |
| Fuente: ProCyclingStats |                    |                                 |                  |
| Clasificación general |                    |                                 |                  |
| Ciclista | Ciclista           | Equipo                          | Tiempo           |
| 1.º | Jeroen Meijers     | Taiyuan Miogee Cycling Team     | 14 h 19 min 58 s |
| 2.º | Roy Eefting        | Memil Pro Cycling               | + 15 s           |
| 3.º | Yauhen Sobal       | Minsk Cycling Club              | + 16 s           |
| 4.º | Hayden McCormick   | Team BridgeLane                 | + 20 s           |
| 5.º | Mirco Maestri      | Bardiani CSF                    | + 21 s           |
| 6.º | Matthew Gibson     | Burgos-BH                       | + 26 s           |
| 7.º | Artiom Ovechkin    | Terengganu Inc-TSG Cycling Team | + 30 s           |
| 8.º | Branislau Samoilau | Minsk Cycling Club              | + 32 s           |
| 9.º | Rohan du Plooy     | ProTouch                        | + 33 s           |
| 10.º | Mykhailo Kononenko | Shenzhen Xidesheng              | + 33 s           |

### Clasificación por puntos
| Clasificación por puntos | Clasificación por puntos | Clasificación por puntos    | Clasificación por puntos | Clasificación por puntos |
| Ciclista                 | Ciclista                 | Equipo                      | Puntos                   |                          |
| ------------------------ | ------------------------ | --------------------------- | ------------------------ | ------------------------ |
| 1.º                      | Marco Benfatto           | Androni Giocattoli-Sidermec | 36 pts                   |                          |
| 2.º                      | Roy Eefting              | Memil Pro Cycling           | 34 pts                   |                          |
| 3.º                      | Jeroen Meijers           | Taiyuan Miogee Cycling Team | 20 pts                   |                          |
| 4.º                      | Yauhen Sobal             | Minsk Cycling Club          | 14 pts                   |                          |
| 5.º                      | Reynard Butler           | ProTouch                    | 11 pts                   |                          |
| 6.º                      | Andrea Guardini          | Bardiani CSF                | 11 pts                   |                          |
| 7.º                      | Mykhailo Kononenko       | Shenzhen Xidesheng          | 10 pts                   |                          |
| 8.º                      | Mehdi Benhamouda         | Team Novo Nordisk           | 10 pts                   |                          |
| 9.º                      | Alessandro Pessot        | Bardiani CSF                | 8 pts                    |                          |
| 10.º                     | Matthew Gibson           | Burgos-BH                   | 7 pts                    |                          |

### Clasificación de la montaña
| Clasificación de la montaña | Clasificación de la montaña | Clasificación de la montaña         | Clasificación de la montaña | Clasificación de la montaña |
| Ciclista                    | Ciclista                    | Equipo                              | Puntos                      |                             |
| --------------------------- | --------------------------- | ----------------------------------- | --------------------------- | --------------------------- |
| 1.º                         | Zheng Zhang                 | Hengxiang Cycling Team              | 6 pts                       |                             |
| 2.º                         | Jambaljamts Sainbayar       | Ferei                               | 4 pts                       |                             |
| 3.º                         | Marco Maronese              | Bardiani CSF                        | 4 pts                       |                             |
| 4.º                         | Kevin Rivera                | Androni Giocattoli-Sidermec         | 3 pts                       |                             |
| 5.º                         | Marco Benfatto              | Androni Giocattoli-Sidermec         | 3 pts                       |                             |
| 6.º                         | Alexei Shnyrko              | Ningxia Sports Lottery Livall Gusto | 3 pts                       |                             |
| 7.º                         | Ilya Davidenok              | Shenzhen Xidesheng                  | 2 pts                       |                             |
| 8.º                         | José Fernandes              | Burgos-BH                           | 1 pt                        |                             |
| 9.º                         | Batsaikhan Tegshbayar       | Ferei                               | 1 pt                        |                             |
| 10.º                        | Mehdi Benhamouda            | Team Novo Nordisk                   | 1 pt                        |                             |

### Clasificación por equipos
| Clasificación por equipos | Clasificación por equipos       | Clasificación por equipos | Clasificación por equipos |
| Equipo                    | Equipo                          | Tiempo                    |                           |
| ------------------------- | ------------------------------- | ------------------------- | ------------------------- |
| 1.º                       | Minsk Cycling Club              | 43 h 01 min 14 s          |                           |
| 2.º                       | Burgos-BH                       | + 35 s                    |                           |
| 3.º                       | Memil                           | + 35 s                    |                           |
| 4.º                       | Bardiani CSF                    | + 54 s                    |                           |
| 5.º                       | Terengganu Inc-TSG Cycling Team | + 1 min 12 s              |                           |
| 6.º                       | Androni Giocattoli-Sidermec     | + 1 min 37 s              |                           |
| 7.º                       | Team BridgeLane                 | + 2 min 24 s              |                           |
| 8.º                       | Sapura                          | + 4 min 28 s              |                           |
| 9.º                       | Mitchelton-BikeExchange         | + 5 min 04 s              |                           |
| 10.º                      | Vino-Astana Motors              | + 10 min 59 s             |                           |

## Evolución de las clasificaciones
| Etapa                   | Vencedor                | Clasificación general | Clasificación por puntos | Clasificación de la montaña | Clasificación por equipos |
| ----------------------- | ----------------------- | --------------------- | ------------------------ | --------------------------- | ------------------------- |
| 1.ª                     | Marco Benfatto          | Marco Benfatto        | Roy Eefting              | Jambaljamts Sainbayar       | Bardiani CSF              |
| 2.ª                     | Mirco Maestri           | Mirco Maestri         | Roy Eefting              | Jambaljamts Sainbayar       | BridgeLane                |
| 3.ª                     | Park Kyoung Ho          | Mirco Maestri         | Marco Benfatto           | Jambaljamts Sainbayar       | BridgeLane                |
| 4.ª                     | Jeroen Meijers          | Jeroen Meijers        | Roy Eefting              | Jambaljamts Sainbayar       | Minsk CC                  |
| 5.ª                     | Marco Benfatto          | Jeroen Meijers        | Marco Benfatto           | Jambaljamts Sainbayar       | Minsk CC                  |
| 6.ª                     | Mykhailo Kononenko      | Jeroen Meijers        | Marco Benfatto           | Zhang Zheng                 | Minsk CC                  |
| Clasificaciones finales | Clasificaciones finales | Jeroen Meijers        | Marco Benfatto           | Zhang Zheng                 | Minsk CC                  |

## UCI World Ranking
El Tour de China I otorgó puntos para el UCI World Ranking para corredores de los equipos en las categorías UCI WorldTeam, Profesional Continental y Equipos Continentales. Las siguientes tablas muestran el baremo de puntuación y los 10 corredores que obtuvieron más puntos:
| Posición              | 1.º | 2.º | 3.º | 4.º | 5.º | 6.º | 7.º | 8.º | 9.º | 10.º | 11.º | 12.º | 13.º-15.º | 16.º-25.º |
| Clasificación general | 125 | 85  | 70  | 60  | 50  | 40  | 35  | 30  | 25  | 20   | 15   | 10   | 5         | 3         |
| Por etapa             | 14  | 5   | 3   |     |     |     |     |     |     |      |      |      |           |           |
| Líder                 | 3   |     |     |     |     |     |     |     |     |      |      |      |           |           |

| Clasificación |                    |                             |         |       |       |       |
| Posición      | Ciclista           | Equipo                      | General | Etapa | Líder | Total |
| ------------- | ------------------ | --------------------------- | ------- | ----- | ----- | ----- |
| 1.º           | Jeroen Meijers     | Taiyuan Miogee              | 125     | 14    | 6     | 145   |
| 2.º           | Roy Eefting        | Memil                       | 85      | 8     | -     | 93    |
| 3.º           | Yauhen Sobal       | Minsk CC                    | 70      | 5     | -     | 75    |
| 4.º           | Mirco Maestri      | Bardiani CSF                | 50      | 14    | 6     | 70    |
| 5.º           | Hayden McCormick   | BridgeLane                  | 60      | 5     | -     | 65    |
| 6.º           | Matthew Gibson     | Burgos-BH                   | 40      | 3     | -     | 43    |
| 7.º           | Artem Ovechkin     | Terengganu Inc-TSG          | 35      | 3     | -     | 38    |
| 8.º           | Marco Benfatto     | Androni Giocattoli-Sidermec | -       | 33    | 3     | 36    |
| 9.º           | Mykhailo Kononenko | Shenzhen Xidesheng          | 20      | 14    | -     | 34    |
| 10.º          | Branislau Samoilau | Minsk CC                    | 30      | -     | -     | 30    |